# Pârâul Sărat, Sovata
Pârâul Sărat din Sovata este un curs de apă în care se varsă surplusurile de apă ale lacurilor Mierlei și Aluniș.